# Ropalidia hirsuta
Ropalidia hirsuta är en getingart som beskrevs av Richards 1978. Ropalidia hirsuta ingår i släktet Ropalidia och familjen getingar. Inga underarter finns listade i Catalogue of Life.